# رمضان شلح
رمضان عبد الله شلح (ولد في الشجاعية بغزة في 1 يناير 1958 – 14 شوال 1441 هـ / 6 يونيو 2020) زعيم سياسي فلسطيني. وأحد مؤسسي حركة الجهاد الإسلامي في فلسطين والأمين العام لها بعد وفاة قائدها ومؤسسها فتحي الشقاقي عام 1995، واستمر كذلك حتى مرضه عام 2018، عندما خلفه في المنصب زياد النخالة.

## النشأة والتحصيل العلمي
وُلد رمضان عبد الله شلّح في 1 يناير 1958 لأسرة محافظة تضم 11 ولدًا، نشأ وترعرع في حي الشجاعية بمدينة غزة، تلقى تعليمه المدرسي في غزة حتى حصل على شهادة الثانوية العامة. غادر إلى مصر والتحق بجامعة الزقازيق وحصل منها على درجة البكالوريوس في علم الاقتصاد عام 1981. في عام 1986 غادر إلى لندن لإكمال الدراسات العليا وحصل على درجة الدكتوراه في الاقتصاد من جامعة درم عام 1990.
شلّح متزوج وهو أب لأربعة أبناء. وهو يتقن اللغتين الإنجليزية والعبرية.

## العمل السياسي
أثناء الدارسة في جامعة الزقازيق المصرية تعرف على الدكتور فتحي الشقاقي، بالرغم من أنهما لا ينتميان إلى نفس التخصص فقد كان الشقاقي يدرس الطب في السنة الثانية. أسفرت صداقتهما عن إهداء الشقاقي للدكتور رمضان كُتب لقادة الأخوان المسلمين كالبنا وسيد قطب. عام 1978 اقترح رمضان على صديقه الشقاقي تشكيل تنظيم، فأخبره الشقاقي أنه ينتمي للإخوان المسلمين [بحاجة لمصدر]، ويترأس مجموعة صغيرة باسم الطلائع الإسلامية، انضم رمضان لهذا التنظيم وتوسع بعد ذلك بانضمام العشرات من الطلبة الفلسطينيين في الجامعات المصرية، وكانت حركة الجهاد الإسلامي.
بعد ذلك عاد إلى غزة وعمل أستاذًا للاقتصاد في الجامعة الإسلامية في غزة. اجتهد الدكتور في تلك الفترة بالدعوة واشتهر بخطبه الجهادية التي أثارت غضب الاحتلال الإسرائيلي ففرض عليه الإقامة الجبرية ومنعه من العمل في الجامعة.
واصل نشاطه الديني ثم سافر إلى الكويت وتزوج، عاد بعدها إلى بريطانيا، ثم انتقل إلى الولايات المتحدة الأمريكية، وعمل أستاذا لدراسات الشرق الأوسط في جامعة جنوب فلوريدا بين عامي 1993 و1995. وساهم خلال تواجده هناك بإنشاء مسجد عزالدين القسام بالتعاون مع سميح حمودة ليقدم خدماته للمسلمين.
وفي سنة 1995 جاء إلى سوريا راغباً في العودة إلى فلسطين، وبانتظار الانتهاء من أوراقه الخاصة بالعودة. إلتقى بالدكتور الشقاقي وعملاً معاً لمدة 6 أشهر لوضع الخطط لتطوير العمل الجهادي، وفي ذلك العام اغتال الموساد الدكتور الشقاقي، اجتمع الحزب بعد ذلك وقرروا انتخاب الدكتور رمضان أميناً للحزب وهو من أشد الداعين (للمقاومة المسلحة). يُذكر أن الدكتور رمضان شلّح من بين الموضوعين على قوائم الإرهاب الأمريكي بتهمة إدارة منظمة إرهابية تقوم بالتفجيرات وأعمال القتل وابتزاز وغسيل الأموال.

## الوفاة
تُوفي رمضان شلح في بيروت في 6 يونيو (حزيران) 2020 عن عمرٍ ناهز 62 عامًا، وذلك بعد صراعٍ مع المرض خلال السنوات الأخيرة من حياته. ثم نُقل إلى مخيم اليرموك للاجئين في دمشق ليدفن هناك بجوار الشقاقي.
كان من المُقرر أن يُدفن في قطاع غزة حسب وصيته، وعلى الرغم من موافقة مصر على إدخال جثمانه عبر معبر رفح، إلا أنَّ إسرائيل رفضت الأمر. لذلك وبعد موافقة عائلته تقرر دفنهُ في مخيم اليرموك للاجئين في دمشق.

## وصلات خارجية
- موقع حركة الجهاد الإسلامي في فلسطين
- رمضان عبد الله شلح في برنامج «ضيف وحوار» على قناة العربية
- مقابلة مع الدكتور رمضان عبد الله شلّح الأمين العام للحركة، معهد الدراسات الفلسطينية